# Hanging by a Moment
«Hanging by a Moment» es el primer sencillo de su álbum de debut, No Name Face (2000) de la banda Lifehouse. La canción fue escrita por el cantante Jason Wade, quien dijo que él escribió la canción en unos cinco minutos sin pensar en lo que sucedería a él. Fue producido por el productor estadounidense Ron Aniello y fue mezclado por Brendan O'Brien. Musicalmente, "Hanging by a Moment" es una canción que contiene influencias del rock alternativo y post-grunge. La canción fue lanzada por primera vez en los Estados Unidos el 24 de abril de 2001 por DreamWorks Records.

## Video musical
El video musical, dirigido por Gavin Bowden, fue lanzado por primera vez 7 de diciembre de 2000 en Vh1.com. Se desempeñó como un video oficial de la canción, después de una versión no oficial fue lanzado por Dreamworks como un "video temporal" que era jugado en MTV2. En una entrevista con Radio MTV, Wade explicó el proceso de hacer el video musical, y le dijo: "Filmamos el video en este lugar realmente genial en Crenshaw, en Los Ángeles, que fue una bolera arriba y una pista de patinaje en la planta baja. Se tenido está muy raro, ambiente retro a ella. Cuando ellos estaban preparando los diferentes conjuntos, tendríamos que parar cada 10 segundos debido a una liga de bolos caminaría. Era la cosa más fresca. Por la noche , tenemos todos nuestros amigos para ir ".
El video comienza con Wade cantando y tocando su guitarra en una habitación de hotel. Mientras canta, Wade se ve empacando su ropa en una maleta en tomas de cámara diferentes. Luego sale de la habitación del hotel y se nota un lapso de tiempo escena de un coche que va por una carretera. A continuación, el vídeo de corta a un restaurante, donde Wade se ve acostado en una cabina de restaurante y cantando la letra de la canción. Después de esto, Wade se ve con el resto de Lifehouse en un entorno concierto en un restaurante. A continuación, se divide a los tiros de Wade cantando la letra de la canción a la cámara. Hacia el final del video, cambia a Lifehouse tocar la canción delante de una multitud, mientras que muestran fotos de Wade en un coche que va por una carretera. Termina con la escena de Lifehouse en un restaurante y luego cambia a un tiro de cámara de todos los miembros de la banda con el video desvanecimiento sobre Wade.

## Posicionamiento en listas y certificaciones
| Lista (2001–2002)                     | Máxima posición |
| ------------------------------------- | --------------- |
| Alemania (Offizielle Deutsche Charts) | 62              |
| Australia (ARIA)                      | 1               |
| Estados Unidos (Billboard Hot 100)    | 2               |
| Estados Unidos (Adult Top 40)         | 1               |
| Estados Unidos (Alternative Airplay)  | 1               |
| Estados Unidos (Mainstream Top 40)    | 2               |
| Nueva Zelanda (Recorded Music NZ)     | 6               |
| Países Bajos (Mega Single Top 100)    | 31              |
| Reino Unido (UK Singles Chart)        | 25              |
| Reino Unido (UK Rock & Metal)         | 2               |

| Lista (2001)                       | Posición |
| ---------------------------------- | -------- |
| Australia (ARIA)                   | 5        |
| Nueva Zelanda (Recorded Music NZ)  | 4        |
| Estados Unidos (Billboard Hot 100) | 1        |

| Listas (2000–2009)                 | Posición |
| ---------------------------------- | -------- |
| Australia (ARIA)                   | 80       |
| Estados Unidos (Billboard Hot 100) | 26       |

| Región    | Proveedor | Certificación(es) |
| --------- | --------- | ----------------- |
| Australia | ARIA      | 2× Platinum       |